# Daniel Köbler
Daniel Köbler (né le 3 avril 1981 à Mayence)  est un homme politique allemand, membre du parti écologiste Alliance 90 / Les Verts. Il est en mai 2011, avec Eveline Lemke, un des deux porte-paroles des Verts de Rhénanie-Palatinat. Il est tête de liste des Verts lors des élections législatives régionales de 2011 en Rhénanie-Palatinat.
Il a été proposé comme candidat direct dans la circonscription de Mayence I, où il a obtenu le meilleur résultat des Verts dans cette élection avec un vote de 27,0 %. Au parlement du Land, il a été élu en mai 2011 comme chef de groupe parlementaire de Bündnis 90/Die Grünen et confirmé dans cette fonction en 2013. Après les élections nationales de 2016, il a renoncé à cette fonction. En 2019, il a atteint la 6e place sur 17 des candidats au conseil municipal des Verts avec 56301 voix. Lors du second tour de scrutin le 16 juin 2019, il a été élu à une courte majorité au poste de maire de Mainz-Oberstadt.
Il a été élève du Bischöfliches Willigis-Gymnasium dans la vieille ville de Mayence.
Il étudie la science politique à l'université Johannes Gutenberg de Mayence et travaille pour son doctorat depuis 2008.